# L’Union
L’Union (okzitanisch Sent Joan le Nòu) ist eine französische Gemeinde mit 12.410 Einwohnern (Stand: 1. Januar 2022) im Département Haute-Garonne in der Region Okzitanien; sie gehört zum Arrondissement Toulouse und zum Kanton Toulouse-9. Die Einwohner heißen Unionaises.

## Geographie
An der südlichen Spitze der Gemeinde mündet die Sausse in den Hers-Mort. Umgeben wird L’Union von den Nachbargemeinden Saint-Geniès-Bellevue im Norden, Saint-Jean im Nordosten und Osten, Montrabé im Südosten, Balma im Süden, Toulouse im Südwesten und Westen sowie Launaguet im Nordwesten.

## Geschichte
Die Gemeinde entstand 1790 aus den Ortschaften Belbèze und Cornaudric. Zeitweilig war der Name der Gemeinde Saint-Jean-de-l’Union, bis Saint-Jean abgespalten wurde.

## Bevölkerungsentwicklung
| Jahr                      | 1962 | 1968 | 1975 | 1982   | 1990   | 1999   | 2006   | 2011   |
| Einwohner                 | 1468 | 4601 | 7817 | 10.461 | 11.751 | 12.141 | 12.300 | 11.792 |
| Quelle: Cassini und INSEE |      |      |      |        |        |        |        |        |

## Sehenswürdigkeiten

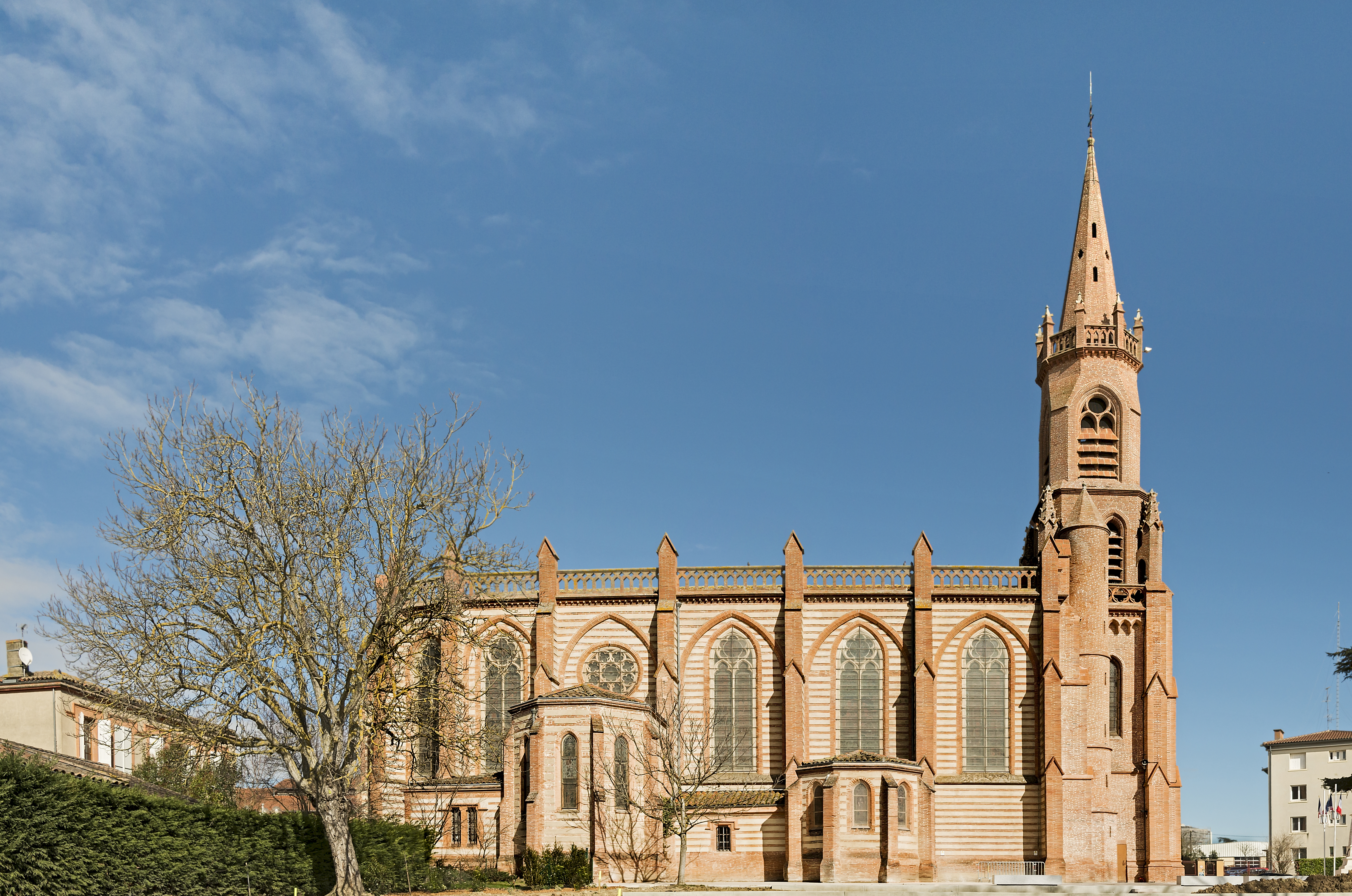
Kirche Saint-Jean-Baptiste

- Kirche Saint-Jean-Baptiste mit dem eindrucksvollen Glockenturm
- Olivenbaum aus Huesca
- Château de Malpagat
- Große Halle

## Persönlichkeiten
- Sylvia Pinel (* 1977), Politikerin und Ministerin für Handwerk, Handel und Tourismus
- Jordan Adéoti (* 1989), beninischer Fußballspieler
- Alex N’Gadi (* 1990), französisch-ivorischer Fußballspieler